# Haverforths Wiesen und Grützemachers Kanälchen
Koordinaten: 52° 13′ 6″ N, 7° 38′ 14″ O

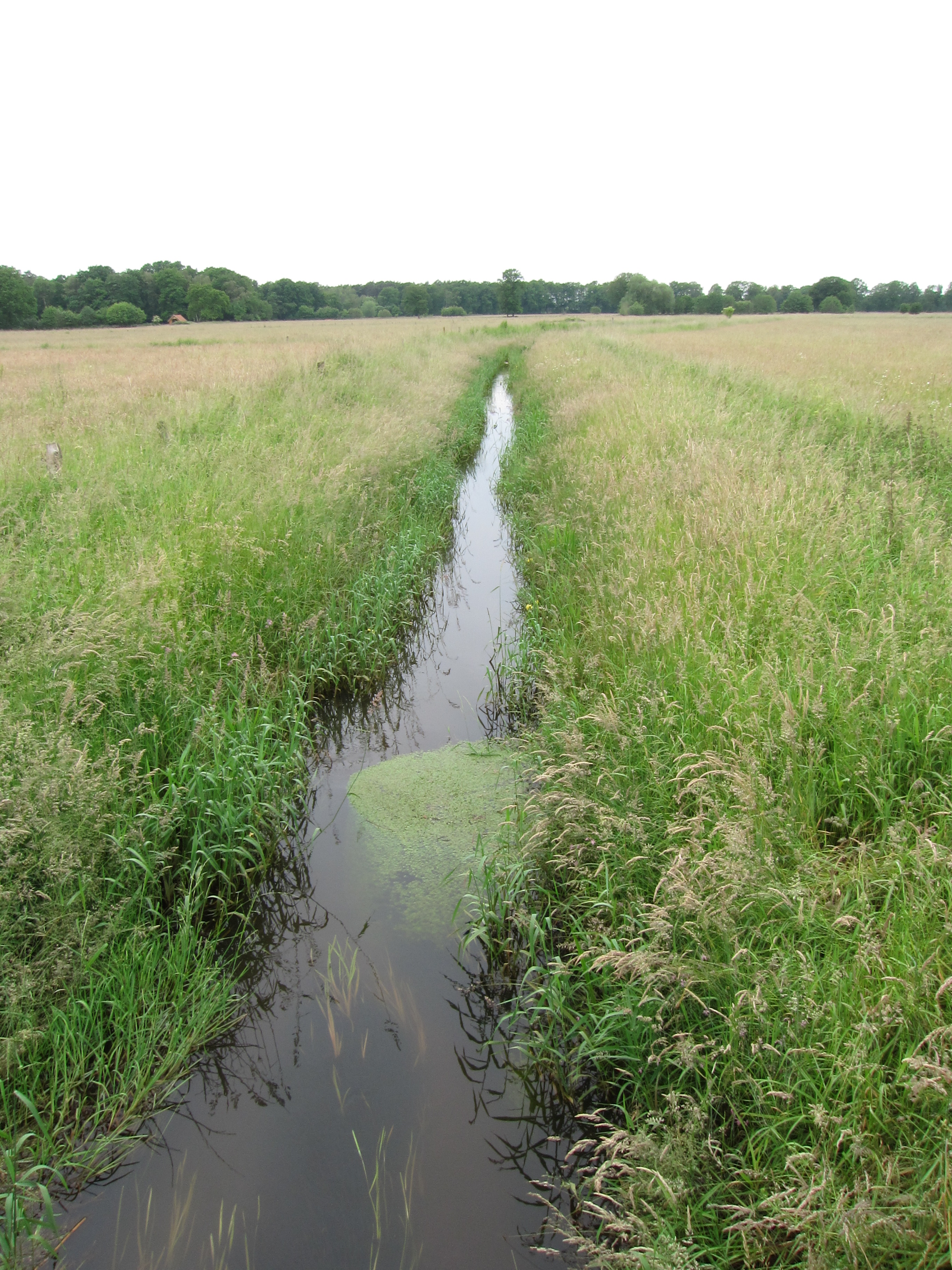
Naturschutzgebiet Haverforths Wiesen und Grützemachers Kanälchen (Juni 2014)

Das Naturschutzgebiet Haverforths Wiesen und Grützemachers Kanälchen liegt auf dem Gebiet der Stadt Hörstel und der Gemeinde Saerbeck im Kreis Steinfurt in Nordrhein-Westfalen. Das Gebiet erstreckt sich nördlich des Kernortes Saerbeck. Östlich verläuft die B 219 und fließt der Dortmund-Ems-Kanal, südöstlich erstreckt sich das 243 ha große Naturschutzgebiet Feuchtgebiet Saerbeck.

## Bedeutung
Für Hörstel und Saerbeck ist seit 1983 ein 251,88 ha großes Gebiet unter der Kenn-Nummer ST-031 als Naturschutzgebiet ausgewiesen. Das aus fünf Teilflächen bestehende Gebiet wurde unter Schutz gestellt zur Erhaltung, Entwicklung und Wiederherstellung von Lebensgemeinschaften und Biotopen, insbesondere von seltenen und z. T. stark gefährdeten landschaftsraumtypischen Pflanzen- und Tierarten in einem ehemaligen Heidegebiet mit Feucht- und Trockenheide und von seltenen, zum Teil gefährdeten Wat- und Wiesenvögeln, Amphibien und Wirbellosen sowie Pflanzen und Pflanzengesellschaften des offenen Wassers und des feuchten Grünlandes.

## Namensherkunft

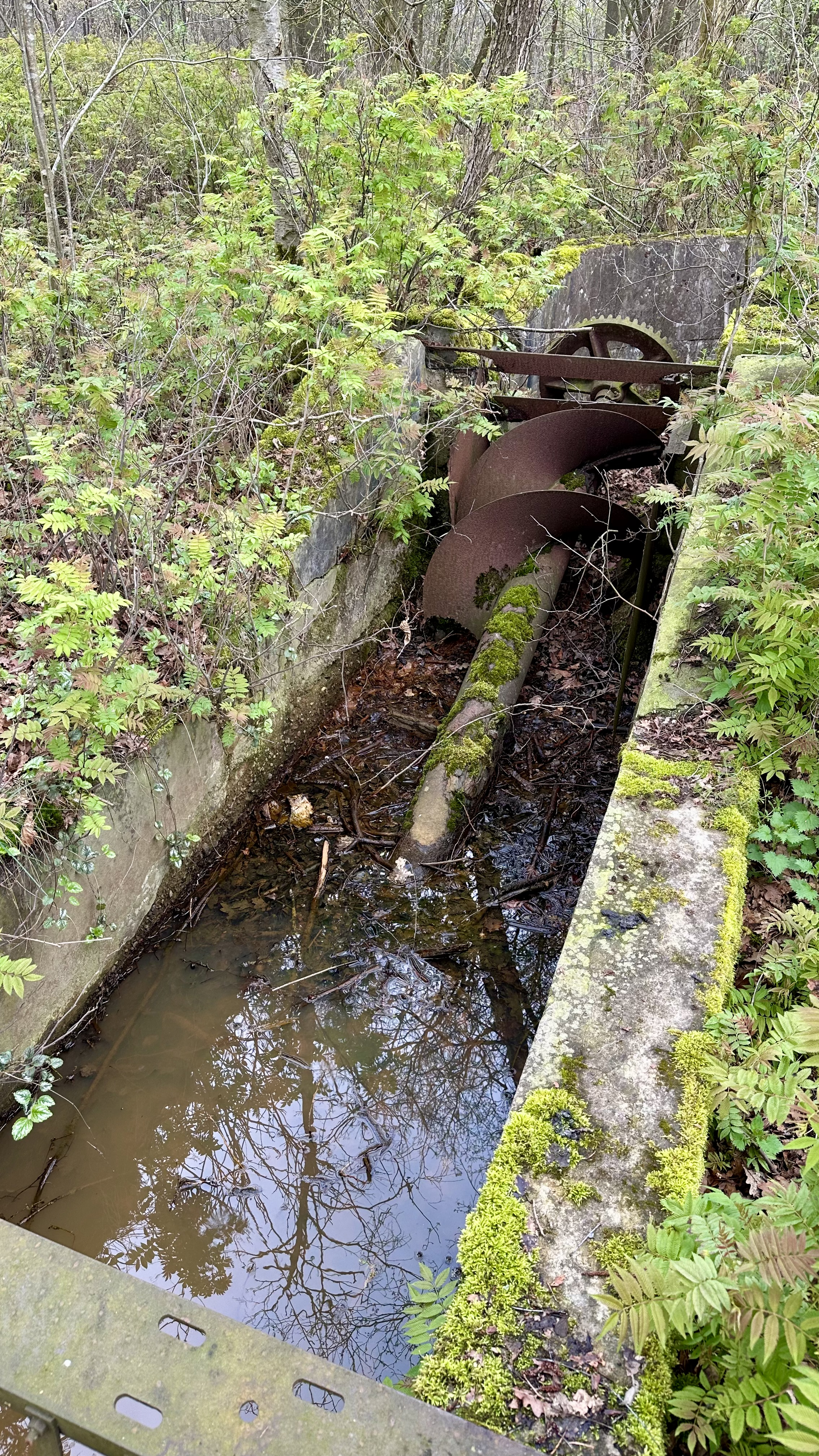
Überreste der Archimedischen Schraube

Der Namensbestandteil Grützemachers Kanälchen bezieht sich auf ein ca. 3 km langes Grabensystem, welches in den 1920er Jahren angelegt wurde, um die landwirtschaftliche Nutzung der umliegenden Flächen zu vereinfachen. In dem zu Saerbeck gehörenden Teil des Naturschutzgebietes war dafür zuvor keine ausreichende Vorflut zu den umliegenden Gewässern vorhanden, weshalb die Gräben und eine windkraftgetriebene Archimedische Schraube errichtet wurden. Die Überreste des Bauwerks sind heute noch erkennbar (siehe Abbildung). 